# محمد میرلاشاری
محمد میرلاشاری سیاست‌مدار ایرانی بود، که در دوره بیست و چهارم مجلس شورای ملی بعنوان نماینده ایرانشهر از استان سیستان و بلوچستان در مجلس شورای ملی حضور داشت.